# Senda Segantini
Als Senda Segantini wird die Schweizer Wanderroute 25 (eine von 65 regionalen Routen) in den Westlichen Ostalpen bezeichnet. Sie beginnt in Savognin, führt in vier Etappen durch den Schweizer Kanton Graubünden, den Westrand der Albula-Alpen, den Nordrand der Bernina-Alpen, den Ostrand der Livigno-Alpen und endet in Samedan.
Jede Etappe dieser Route führt an Orten vorbei, die in Zusammenhang mit dem Maler Giovanni Segantini (1858–1899) stehen.

## Etappen
1. Savognin (unweit Segantinis Wohnhaus) – Alp Flix – Bivio: 21 km, 1400 Höhenmeter Auf-, 840 Hm Abstieg, 7 Std.
2. Bivio – Septimerpass – Maloja (Atelier und Grab): 16 km, 950 Hm Auf-, 880 Hm Abstieg, 5 1⁄4 Std.
3. Maloja – St. Moritz (Segantini Museum) – Pontresina: 25 km, 560 Hm Auf-, 600 Hm Abstieg, 6 1⁄2 Std.
4. Pontresina – Schafberg (Segantini-Hütte) – Muottas Muragl – Samedan: 16 km, 1150 Hm Auf-, 1200 Hm Abstieg, 6 1⁄4 Std.

Die dritte Etappe führt am Nietzsche-Haus in Sils Maria vorbei.
Die vierte Etappe führt an der Segantini-Hütte (Kulminationspunkt) und am Flugplatz Samedan vorbei.

## Bilder

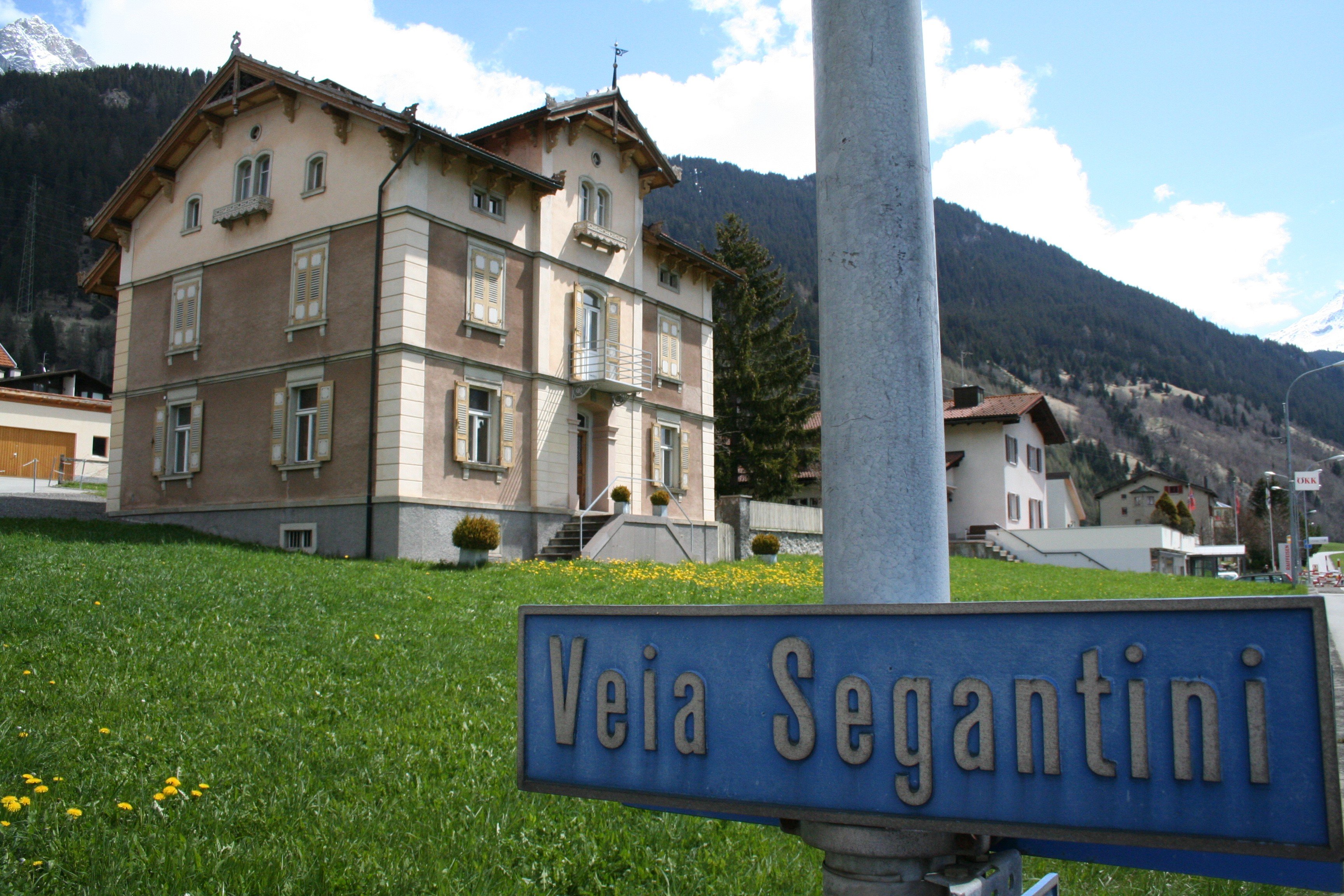
Segantinihaus in Savognin
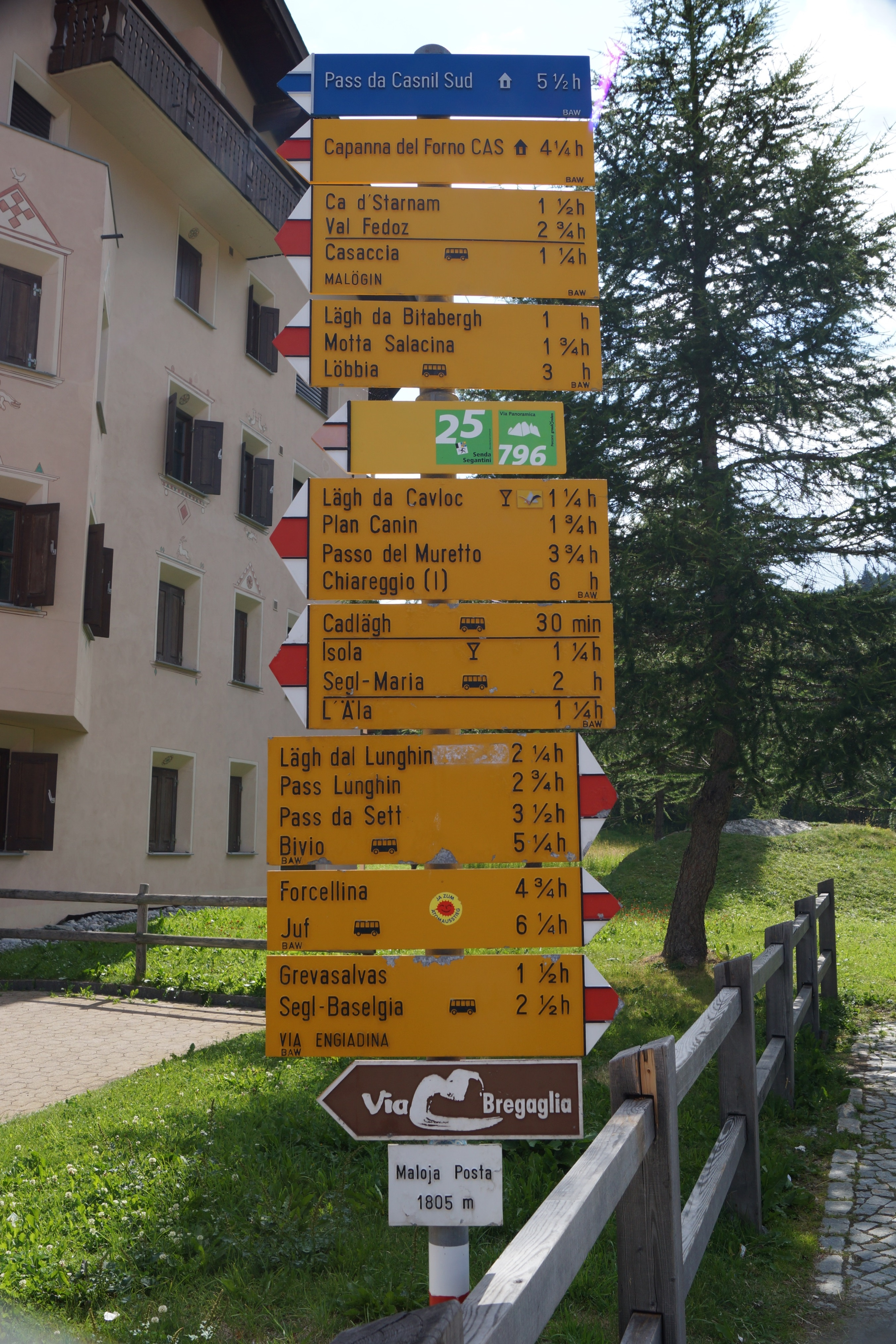
Wegweiser in Maloja
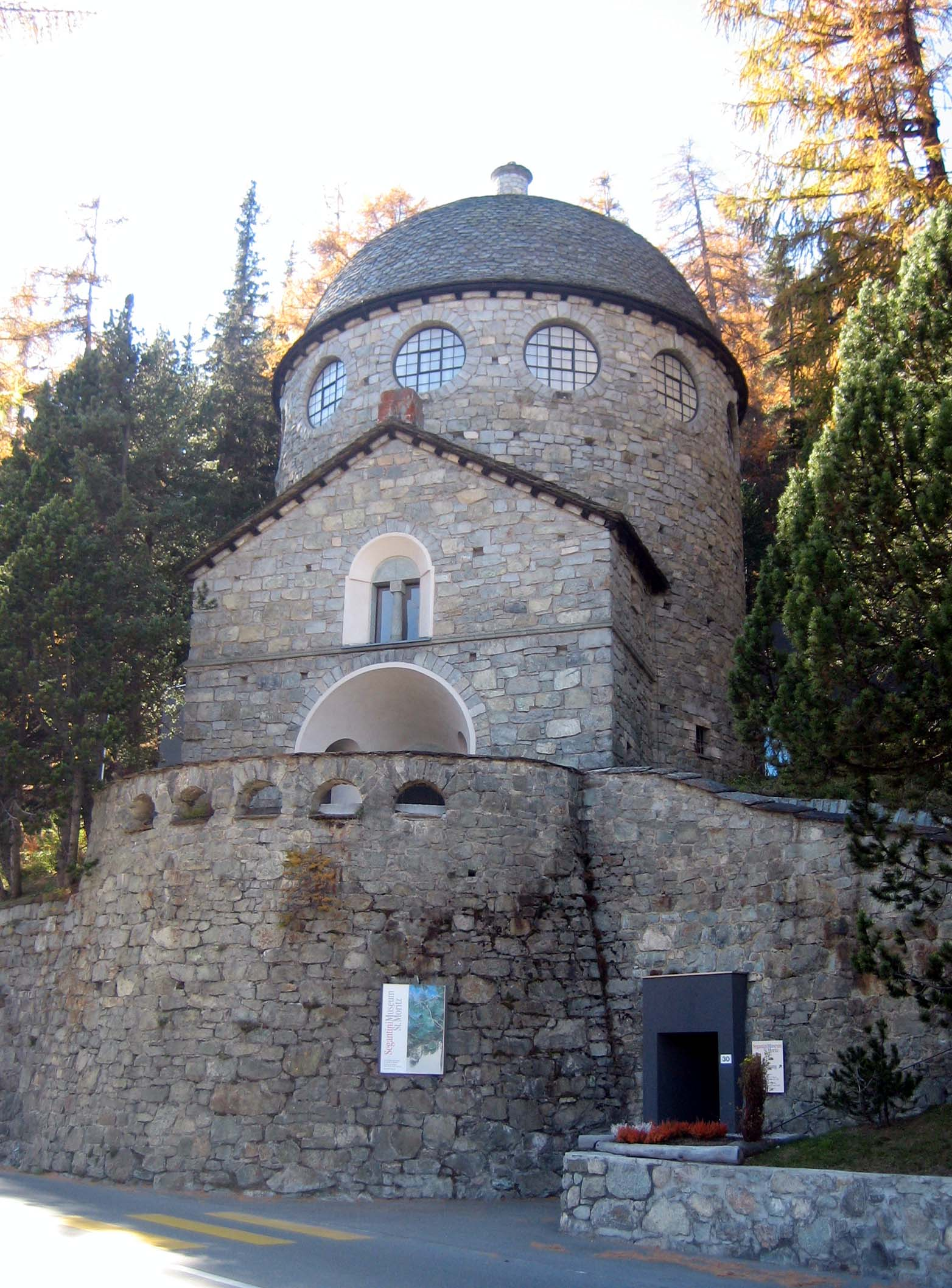
Segantini Museum
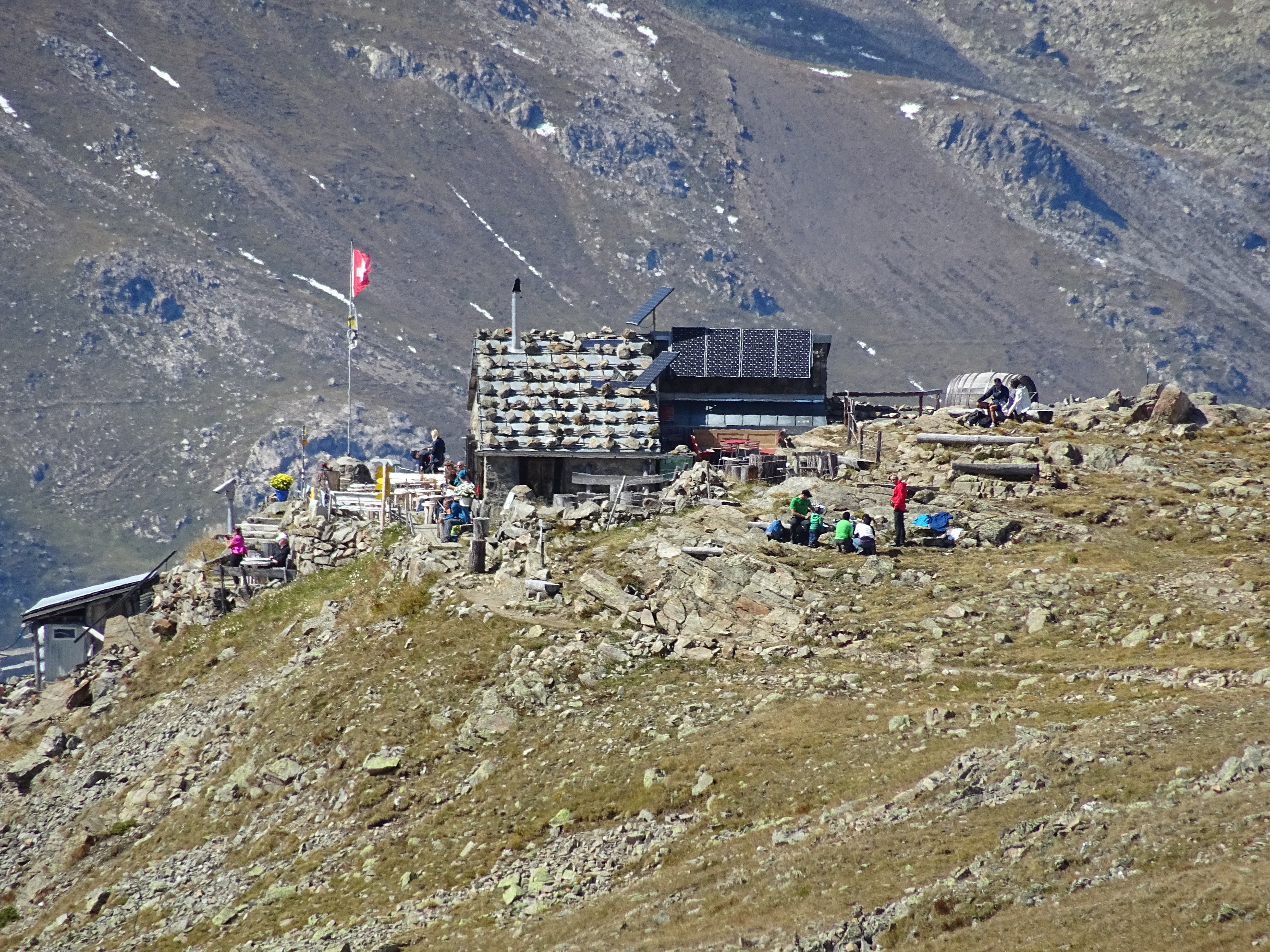
Südostseite der Segantini-Hütte
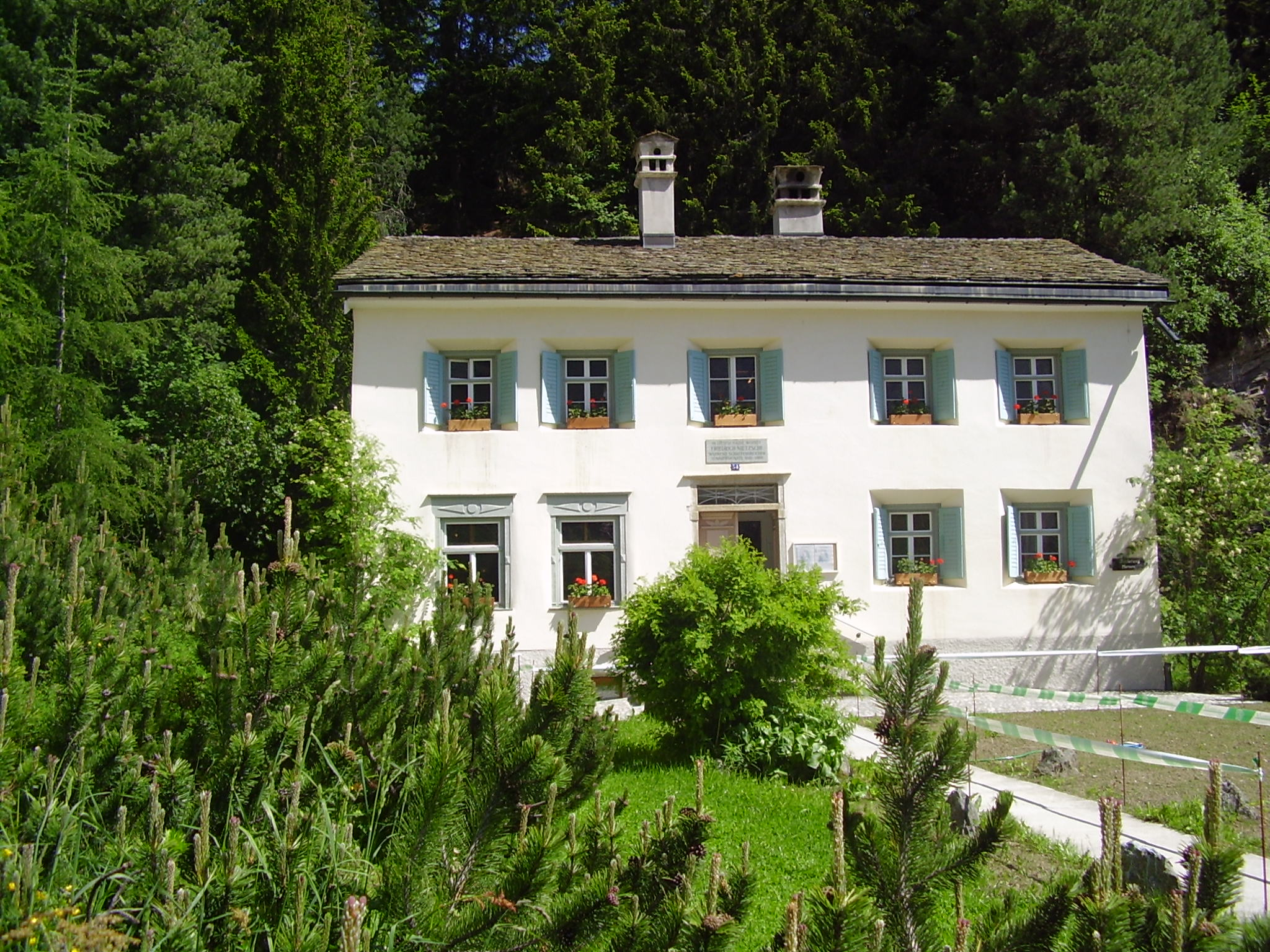
Nietzsche-Haus in Sils Maria

## Nachweis
1. ↑  
Alle regionalen Routen bei «SchweizMobil».